# Capitani e Re
Capitani e Re (Captains and the Kings) è una miniserie televisiva statunitense del 1976 diretta da Douglas Heyes e Allen Reisner e tratta dal romanzo Capitani e Re scritto da Taylor Caldwell nel 1972.
Trasmessa negli Stati Uniti dal 30 settembre al 25 novembre 1976 sulla rete NBC, è andata in onda per la prima volta in Italia dal 29 luglio al 23 settembre 1979 in prima serata su Rai 1, divisa in 9 puntate da 60 minuti.

## Trama
A metà del XIX secolo Joseph Armagh, un emigrante irlandese giunge negli Stati Uniti e, grazie alla sua forza d'animo ed alla sua mancanza di scrupoli, scala la società fino a diventare un potente industriale ed uno degli uomini più ricchi e potenti del paese. La sua aspirazione è vedere il figlio Rory diventare il primo Presidente degli Stati Uniti cattolico irlandese ma il desiderio verrà frustrato nel momento in cui le idee del figlio divergono dagli interessi che il padre rappresenta e per questo verrà ucciso prima delle elezioni.